# War (West Virginia)
War is een plaats (city) in de Amerikaanse staat West Virginia, en valt bestuurlijk gezien onder McDowell County.

## Demografie
Bij de volkstelling in 2000 werd het aantal inwoners vastgesteld op 788.
In 2006 is het aantal inwoners door het United States Census Bureau geschat op 680, een daling van 108 (-13,7%).

## Geografie
Volgens het United States Census Bureau beslaat de plaats een oppervlakte van
2,3 km², geheel bestaande uit land. War ligt op ongeveer 458 m boven zeeniveau.

## Plaatsen in de nabije omgeving
De onderstaande figuur toont nabijgelegen plaatsen in een straal van 24 km rond War.